# دون جيلز (ملحن)
دون جيلز (بالإنجليزية: Don Gillis)‏ هو عالم موسيقى وملحن أمريكي، ولد في 17 يونيو 1912، وتوفي في 10 يناير 1978 في كولومبيا في الولايات المتحدة بسبب نوبة قلبية.

## روابط خارجية
- دون جيلز على موقع IMDb (الإنجليزية)
- دون جيلز على موقع ميوزك برينز (الإنجليزية)
- دون جيلز على موقع أول ميوزيك (الإنجليزية)
- دون جيلز على موقع ديسكوغز (الإنجليزية)